# Casteide-Cami
Casteide-Cami é uma comuna francesa na região administrativa da Nova Aquitânia, no departamento dos Pirenéus Atlânticos. Estende-se por uma área de 6,91 km². Em 2010 a comuna tinha 256 habitantes (densidade: 37 hab./km²).